# Cariomothis erythraea
Cariomothis erythraea är en fjärilsart som beskrevs av Hans Ferdinand Emil Julius Stichel 1910. Cariomothis erythraea ingår i släktet Cariomothis och familjen Riodinidae. Inga underarter finns listade i Catalogue of Life.